# Jorien Voorhuisová
Jorien Voorhuisová (* 26. srpna 1984 Hengelo) je nizozemská rychlobruslařka.
Na mezinárodních závodech se poprvé objevila v roce 2003, kdy nastoupila na Mistrovství světa juniorů a skončila na něm sedmá. Jako členka týmu se ale podílela na zlaté medaili ve stíhacím závodu družstev. V roce 2007 poprvé nastoupila do závodů Světového poháru, kde mimo jiné pomohla v tomto ročníku k celkovému prvenství nizozemského týmu ve stíhacím týmovém závodě. O rok později se poprvé zúčastnila Mistrovství světa na jednotlivých tratích, kde na distanci 1500 m skončila jedenáctá. O rok později se umístila na dvojnásobné trati čtvrtá, pátá skončila na světovém šampionátu ve víceboji. Na zimní olympiádě 2010 dojela na trati 5000 m na desátém místě. Jejím největších individuálním úspěchem je bronzová medaile ze závodu na 1500 m na Mistrovství světa na jednotlivých tratí 2011.